# Leader Price
Leader Price是一个的法国零售商场，其总部位于法国塞纳河畔维特里。

## 历史
1988年，法国企业家让·博在法国巴黎开设了一家杂货铺，“Leader Price”一名出自彼时该超市的主要商品供应商。此后Leader Price连锁超市陆续在巴黎郊区及法国多个大城市出现。1997年，Leader Price被卡西诺集团收购。2020年，Leader Price的550家店铺及仓库被德国零售商奥乐齐超市收购。

## 运营特点
Leader Price的定位为中小型廉价商场，通常位于城市边缘地带，其卖场面积普遍在200平方米以内，主要经营范围为日常百货商品，大部分店铺配备顾客停车场及手推车等设施。
截至2023年11月，Leader Price在法国境内共有72家店铺，其中大部分分布于法国中北部的中小型城市。

## 争议事件
Leader Price多次发生仓促解雇员工事件。